# Frauen-Bundesliga 2018-2019
La Frauen-Bundesliga 2018-2019, ufficialmente Allianz Frauen-Bundesliga per motivi di sponsorizzazione, è stata la 29ª edizione della massima divisione del campionato tedesco femminile di calcio. Il campionato è iniziato il 16 settembre 2018 e si è conclusa il 12 maggio 2019. Il Wolfsburg ha vinto il campionato per la quinta volta nella sua storia sportiva, la terza consecutiva.

## Stagione

### Novità
Dalla Frauen-Bundesliga 2017-2018 sono stati retrocessi in 2. Frauen-Bundesliga il Colonia e lo Jena. Dalla 2. Frauen-Bundesliga sono stati promossi, entrambi al rientro in Frauen-Bundesliga dopo un solo anno di assenza, il Borussia Mönchengladbach, vincitore del girone Nord, e il Bayer Leverkusen, terzo classificato del girone Sud e promosso poiché i primi due classificati, rispettivamente Hoffenheim II e Bayern Monaco II non possono essere promossi in quanto squadre riserva.

### Formula
Le 12 squadre si affrontano in un girone all'italiana con partite di andata e ritorno, per un totale di 22 giornate. La squadra prima classificata è campione di Germania, mentre le ultime due classificate retrocedono in 2. Frauen-Bundesliga. Le prime due classificate sono ammesse alla UEFA Women's Champions League.

## Squadre partecipanti
| Club                | Stagione | Città                 | Stadio                   | Stagione 2017-2018                    |
| ------------------- | -------- | --------------------- | ------------------------ | ------------------------------------- |
| 1. FFC Francoforte  | dettagli | Francoforte sul Meno  | Stadion am Brentanobad   | 6º posto in Frauen-Bundesliga         |
| Bayer Leverkusen    | dettagli | Leverkusen            | Ulrich-Haberland-Stadion | 3º posto in 2. Frauen-Bundesliga Sud  |
| Bayern Monaco       | dettagli | Monaco di Baviera     | Grünwalder Stadion       | 2º posto in Frauen-Bundesliga         |
| Borussia M'gladbach | dettagli | Mönchengladbach       | Grenzlandstadion         | 1º posto in 2. Frauen-Bundesliga Nord |
| Friburgo            | dettagli | Friburgo in Brisgovia | Möslestadion             | 3º posto in Frauen-Bundesliga         |
| Hoffenheim          | dettagli | Hoffenheim            | Dietmar-Hopp-Stadion     | 8º posto in Frauen-Bundesliga         |
| MSV Duisburg        | dettagli | Duisburg              | PCC-Stadion              | 9º posto in Frauen-Bundesliga         |
| Sand                | dettagli | Willstätt             | Orsay-Stadion            | 7º posto in Frauen-Bundesliga         |
| SGS Essen           | dettagli | Essen                 | Stadion Essen            | 5º posto in Frauen-Bundesliga         |
| Turbine Potsdam     | dettagli | Potsdam               | Karl-Liebknecht-Stadion  | 4º posto in Frauen-Bundesliga         |
| Werder Brema        | dettagli | Brema                 | Weserstadion Platz 11    | 10º posto in Frauen-Bundesliga        |
| Wolfsburg           | dettagli | Wolfsburg             | AOK Stadion              | Campione di Germania                  |

## Classifica finale
Fonte: sito ufficiale
|  | Pos. | Squadra             | Pt | G  | V  | N | P  | GF | GS  | DR   |
|  | ---- | ------------------- | -- | -- | -- | - | -- | -- | --- | ---- |
|  | 1.   | Wolfsburg           | 59 | 22 | 19 | 2 | 1  | 94 | 11  | +83  |
|  | 2.   | Bayern Monaco       | 55 | 22 | 17 | 4 | 1  | 75 | 18  | +57  |
|  | 3.   | Turbine Potsdam     | 42 | 22 | 12 | 6 | 4  | 59 | 25  | +34  |
|  | 4.   | SGS Essen           | 41 | 22 | 11 | 8 | 3  | 50 | 28  | +22  |
|  | 5.   | 1. FFC Francoforte  | 34 | 22 | 10 | 4 | 8  | 48 | 38  | +10  |
|  | 6.   | Hoffenheim          | 33 | 22 | 9  | 6 | 7  | 48 | 29  | +19  |
|  | 7.   | Friburgo            | 26 | 22 | 7  | 5 | 10 | 41 | 33  | +8   |
|  | 8.   | Sand                | 25 | 22 | 6  | 7 | 9  | 29 | 40  | -11  |
|  | 9.   | MSV Duisburg        | 19 | 22 | 5  | 4 | 13 | 21 | 62  | -41  |
|  | 10.  | Bayer Leverkusen    | 18 | 22 | 5  | 3 | 14 | 22 | 75  | -53  |
|  | 11.  | Werder Brema        | 16 | 22 | 4  | 4 | 14 | 23 | 48  | -25  |
|  | 12.  | Borussia M'gladbach | 1  | 22 | 0  | 1 | 21 | 7  | 110 | -103 |

Legenda:
      Campione di Germania e ammessa alla UEFA Women's Champions League 2018-2019
      Ammessa alla UEFA Women's Champions League 2018-2019
      Retrocesse in 2. Frauen-Bundesliga
Note:
Tre punti a vittoria, uno a pareggio, zero a sconfitta.

## Risultati
|                          | Fra  | BaL  | BaM  | BoM  | Fri  | Hof  | MSV  | San  | SGS  | Tur  | Wer  | Wol  |
| ------------------------ | ---- | ---- | ---- | ---- | ---- | ---- | ---- | ---- | ---- | ---- | ---- | ---- |
| 1. FFC Francoforte       | –––– | 4-2  | 0-3  | 8-0  | 0-0  | 1-4  | 0-0  | 1-0  | 1-1  | 3-3  | 2-1  | 2-6  |
| Bayer Leverkusen         | 0-3  | –––– | 1-10 | 3-0  | 0-3  | 0-3  | 4-1  | 1-1  | 2-1  | 1-1  | 1-0  | 0-5  |
| Bayern Monaco            | 3-1  | 8-0  | –––– | 9-0  | 3-0  | 2-1  | 4-0  | 1-1  | 2-2  | 5-0  | 4-1  | 4-2  |
| Borussia Mönchengladbach | 0-9  | 4-4  | 0-5  | –––– | 0-2  | 0-4  | 0-1  | 1-4  | 0-6  | 0-7  | 0-3  | 0-7  |
| Friburgo                 | 3-4  | 6-0  | 1-2  | 4-0  | –––– | 3-2  | 0-2  | 2-2  | 1-2  | 1-2  | 1-1  | 2-3  |
| Hoffenheim               | 0-1  | 6-2  | 0-1  | 4-1  | 2-1  | –––– | 3-3  | 4-0  | 1-2  | 1-0  | 4-0  | 0-1  |
| MSV Duisburg             | 0-2  | 1-0  | 0-4  | 3-1  | 1-6  | 2-2  | –––– | 2-2  | 0-4  | 1-8  | 3-0  | 1-2  |
| Sand                     | 0-1  | 3-0  | 1-1  | 5-0  | 0-0  | 2-2  | 1-0  | –––– | 0-1  | 2-3  | 2-0  | 0-9  |
| SGS Essen                | 4-3  | 5-0  | 0-2  | 3-0  | 2-2  | 2-2  | 6-0  | 1-0  | –––– | 3-2  | 2-2  | 0-5  |
| Turbine Potsdam          | 3-1  | 3-0  | 1-1  | 6-0  | 2-0  | 1-1  | 3-0  | 2-0  | 2-2  | –––– | 5-0  | 1-1  |
| Werder Brema             | 2-1  | 0-1  | 0-1  | 5-0  | 0-3  | 1-1  | 5-0  | 1-3  | 1-1  | 0-4  | –––– | 0-3  |
| Wolfsburg                | 3-0  | 7-0  | 6-0  | 8-0  | 3-0  | 3-1  | 5-0  | 7-0  | 0-0  | 2-0  | 6-0  | –––– |

## Statistiche

### Classifica marcatrici
Fonte: sito ufficiale
| Gol | Rigori |  | Giocatore         | Squadra            |
| --- | ------ |  | ----------------- | ------------------ |
| 24  |        |  | Ewa Pajor         | Wolfsburg          |
| 18  | 1      |  | Pernille Harder   | Wolfsburg          |
| 14  |        |  | Lea Schüller      | SGS Essen          |
| 13  |        |  | Sara Däbritz      | Bayern Monaco      |
| 13  | 1      |  | Alexandra Popp    | Wolfsburg          |
| 12  |        |  | Mandy Islacker    | Bayern Monaco      |
| 10  |        |  | Laura Feiersinger | 1. FFC Francoforte |
| 10  |        |  | Laura Freigang    | 1. FFC Francoforte |
| 10  |        |  | Lara Prašnikar    | Turbine Potsdam    |
| 9   |        |  | Lena Oberdorf     | SGS Essen          |
| 9   |        |  | Maximiliane Rall  | Hoffenheim         |
| 9   |        |  | Fridolina Rolfö   | Bayern Monaco      |
| 9   | 2      |  | Nicole Billa      | Hoffenheim         |